# Marginocephaler
Marginocephalia ("franshuvuden") är en klad av fågelhöftade dinosaurier som inkluderar de tjockskalliga benskalledinosaurierna jämte de behornade ceratopsierna. De var alla växtätare och gick antingen på bakbenen eller på alla fyra. De karaktäriseras av en benig frans runt hjässan eller en krage i bakhuvudet. Kladen utvecklades under juraperioden, och de blev som vanligast under yngre krita.

## Fylogeni
```
Heterodontosauriformes

|--
Heterodontosauridae

`-- 
Marginocephalia

    |--
Pachycephalosauria

    `--
Ceratopsia
```